# Леон М. Ледерман
Леон М. Ледерман (енгл. Leon M. Lederman; Њујорк, 15. јул 1922 — Рексберг, 3. октобар 2018) био је један од најпознатијих експерименталних физичара.
Његови родитељи су били досељеници, украјински Јевреји. У основну школу је кренуо 1927. године, а како сам каже, миљу северно од његове школе добио је докторат из физике на Универзитету Колумбија 1951. године.

## Научни рад
Године 1948. придружује се НЕВИС лабораторији где је изграђен 385 MeV синхроциклотрон. Тринаест година касније, 1961. године постаје директор НЕВИС лабораторије и на тој позицији остаје до 1978. године. Након тога, 1979. године, постаје директор Фермилаба (енгл. Fermi National Accelerator Laboratory).
Нобелову награду за рад на неутринима и открићу муонског неутрина заједно са Мелвином Шварцом и Џеком Штајнбергером, добија 1988. године.
Леон Ледерман је био један од најактивнијих у покрету „Physics first” која се борила да физика у америчким школама буде заступљенија од осталих природних наука у првој години средњег школовања.
Др Ледерман био је познат и као „модерни Да Винчи”.
Једно време је био и председник Америчког друштва физичара.

## Књиге
Писац је познатих научно популарних књига:
- Божија честица: Ако је Васиона одговор, шта је питање? (коаутор Дик Терези)
- Од кваркова до космоса — Леон Ледерман и Дејвид Шрам
- Портрети највећих америчких научника
- Симетрија и диван Универзум

Ледерманова „Божија честица” је преведена на српски језик у издању Полариса. Божија честица је једна од најчитанијих научно популарних књига где се уз доста хумора преплиће историјски развој и модерна физика.
Крајем 2005. године, Леон Ледерман је учествовао као гост у дванаесточасовној емисији коју је пратило на милионе људи преко Интернета, а која је организована поводом Светске године физике и у част Ајнштајна.